# Discographie de Nina Simone
Nina Simone est une chanteuse et pianiste américaine qui s'est illustrée dans différents styles musicaux, du jazz, mais aussi la soul, la chanson engagée, le R&B, la pop ou la musique folk. La discographie de Nina Simone consiste principalement en une quarantaine d'albums (studio et live). 

## Discographie

### Albums en studio et en public
Simone débute ses enregistrements studio par deux albums chez Bethlehem Records qui lui permettent de se faire remarquer rapidement notamment grâce au succès du titre I Loves You, Porgy sur son premier album. Le morceau My Baby Just Cares For Me de l'album remporte un succès à la suite de son utilisation dans un spot publicitaire en 1987, près de 30 ans après son enregistrement. Simone enregistre par la suite régulièrement jusqu'en 1993 et en signant principalement pour trois labels : Colpix, Philips et RCA Victor. Durant sa période chez Colpix Simone déploie non seulement son talent de chanteuse et de pianiste et se fait aussi remarquer par ses premiers engagements pour les droits civiques des noirs aux États-Unis. Elle rejoint le groupe Philips aux Pays-Bas en 1964 où elle affirme plus ouvertement encore ses convictions. Elle quitte le label en 1967 pour rejoindre RCA. Lorsque Simone quitte les États-Unis au début des années 1970 pour s'installer à l'étranger elle a alors enregistré ses principaux albums. 
Les meilleures chansons de Simone de ces trois principales périodes ont été regroupées par la suite sous forme de trois coffrets compilations : 
Anthology: The Colpix Years (2 CD) distribué par Rhino Records et comprenant de nombreuses chansons enregistrées en public ; Four Women: The Nina Simone Philips Recordings paru chez Verve Records regroupe sur 4 CD les chansons de 7 albums enregistrées pour Philips de 1964 à 1967, intégrant des classiques comme I Put a Spell on You, Four Women, Mississippi Goddam ou See Line Woman ; enfin The Essential Nina Simone (RCA) regroupe sur 16 titres davantage orientés pop ses principales chansons enregistrées pour le label, incluant notamment le sensuel morceau I Want a Little Sugar in My Bowl, le bluesy In the Dark, To Be Young, Gifted and Black ou encore Ain't Got No, I Got Life de la comédie musicale Hair. Un autre coffret nommé To Be Free paru en 2008 et distribué par le label RCA/Legacy permet d'écouter sur 4 CD l'essentiel de sa carrière.
| Enregistrement | Nom de l'album                                  | Label           | Notes |
| -------------- | ----------------------------------------------- | --------------- | --- |
| 1958           | Jazz As Played in an Exclusive Side Street Club | Bethlehem       | Album studio. |
| 1959           | Nina Simone and Her Friends                     | Bethlehem       | Album studio. |
| 1959           | The Amazing Nina Simone                         | Colpix          | Album studio. |
| 1959           | Nina Simone at Town Hall                        | Colpix          | Album en concert. |
| 1960           | Nina Simone at Newport                          | Colpix          | Album en concert. |
| 1961           | Forbidden Fruit                                 | Colpix          | Album studio. |
| 1962           | Nina at the Village Gate                        | Colpix          | Album en concert. |
| 1962           | Nina Simone Sings Ellington                     | Colpix          | Album studio. |
| 1963           | Nina Simone At Carnegie Hall                    | Colpix          | Album en concert. |
| 1964           | Folksy Nina                                     | Colpix          | Album en concert. |
| 1964           | Nina Simone in Concert                          | Philips         | Album en concert. Premier disque chez Philips, d'une durée de 35 minutes (sept pistes issues de trois enregistrements en public au Carnegie Hall de New York en mars et avril 1964). |
| 1964           | Broadway-Blues-Ballads                          | Philips         | Album studio. |
| 1965           | I Put a Spell on You                            | Philips         | Album studio. |
| 1965           | Pastel Blues                                    | Philips         | Album studio. |
| 1966           | Nina Simone with Strings                        | Colpix          | Album en concert. |
| 1966           | Let It All Out                                  | Philips         | Album studio. |
| 1966           | Wild Is the Wind                                | Philips         | Album studio. |
| 1967           | High Priestess of Soul                          | Philips         | Album studio. |
| 1967           | Nina Simone Sings the Blues                     | RCA Records     | Album studio. |
| 1967           | Silk & Soul                                     | RCA Records     | Album studio. |
| 1968           | Nuff Said                                       | RCA Records     | Album en concert. |
| 1969           | Nina Simone and Piano                           | RCA Records     | Album studio. |
| 1969           | To Love Somebody                                | RCA Records     | Album studio. |
| 1970           | Black Gold                                      | RCA Records     | Album en concert. |
| 1971           | Here Comes the Sun                              | RCA Records     | Album studio. |
| 1972           | Emergency Ward                                  | RCA Records     | Album studio. |
| 1974           | It Is Finished                                  | RCA Records     | Album studio. Neuvième et dernier album avec RCA. Sortie en format CD en 2004 chez BMG.                                                                                              |
| 1978           | Baltimore                                       | CTI Records     | Album studio. Version en CD en 1995 chez Columbia. |
| 1980           | The Rising Sun Collection                       | Just A Memory   | Album enregistré en concert à Montreal. |
| 1980           | Let It Be Me                                    | Verve           | Album en concert. |
| 1982           | Fodder on My Wings                              | Carrere         | Album studio. Réédité en CD en 1988 avec 3 titres supplémentaires. |
| 1984           | Live at Ronnie Scott's (en)                     | Hendring-Wadham | Album en concert. |
| 1985           | Nina's Back                                     | Bellaphon       | Album studio. |
| 1985           | Live & Kickin                                   | Bellaphon       | Album en concert. |
| 1993           | A Single Woman                                  | Elektra         | Album studio. Dernier album de Nina Simone. |

### Collaborations avec d'autres artistes
| Enregistrement | Leader         | Nom de l'album   | Label     | Notes                                                             |
| -------------- | -------------- | ---------------- | --------- | ----------------------------------------------------------------- |
| 1989           | Pete Townshend | The Iron Man     | Atlantic  | Album studio. Simone interprète au chant le titre Fast Food.      |
| 1990           | Maria Bethânia | Canto do Pajé    | Universal | Album studio. Simone est en duo sur le titre Pronta pra cantar.   |
| 1991           | Miriam Makeba  | Eyes on Tomorrow | Polydor   | Album studio. Simone est en duo sur le titre I Shall Be Released. |